# Ajā
Ajā (arabiska أجا) är en ort i Egypten. Den ligger i guvernementet ad-Daqahliyya, i den norra delen av landet, 100 km norr om huvudstaden Kairo. Ajā ligger 12 meter över havet och folkmängden uppgår till cirka 40 000 invånare.

## Geografi
Terrängen runt Ajā är mycket platt. Runt Ajā är det mycket tätbefolkat, med 1 692 invånare per kvadratkilometer. Närmaste större samhälle är al-Mahalla al-Kubra, cirka 12 km väster om Ajā. Trakten runt Ajā består till största delen av jordbruksmark.